# HMMER

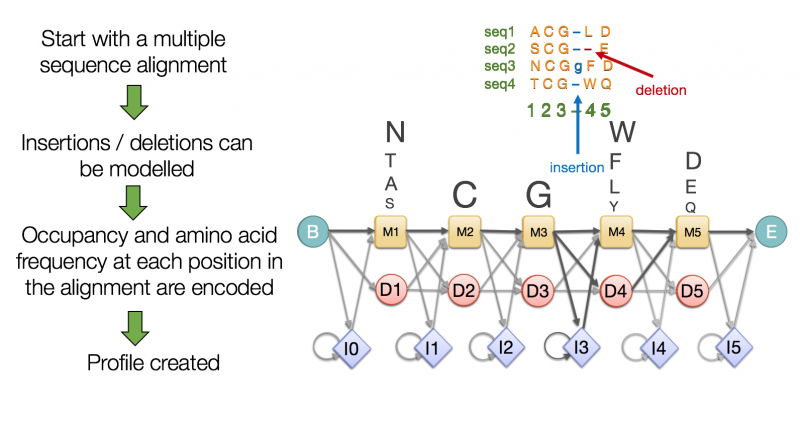
HMMER

HMMER é um e pacote de software livre comumente usado para análise de sequência escrito por Sean Eddy. Seu uso geral é identificar sequências homólogas de proteínas ou nucleotídeos, e executar alinhamentos de sequência. Ele detecta homologia comparando um perfil HMM para uma única sequência ou um banco de dados de sequências. Sequências que marcam significativamente melhor para o perfil HMM em comparação com um modelo nulo são considerados homólogos às sequências utilizadas para construir o perfil HMM. Perfis HMMs são construídos de um alinhamento múltiplo de sequências no pacote HMMER usando o programa hmmbuild (um “construtor” para HMM). A implementação de perfil HMM usada no software HMMER foi baseada no trabalho de Krogh e colegas. HMMER é um console utilitário portado para todos os principais sistemas operacionais, incluindo diferentes versões de Linux, Windows e Mac OS.
HMMER é o utilitário central sobre o qual bancos de dados de família de proteínas, como Pfam e InterPro são baseados. Algumas outras ferramentas de bioinformática, como UGENE também usam HMMER.
O HMMER3 também faz uso extensivo de instruções vetoriais para aumentar a velocidade computacional. Este trabalho é baseado em publicações anteriores mostrando uma aceleração significativa do algoritmo de Smith-Waterman para o alinhamento de duas seqüências.